# Lavinia Clara Radeglia

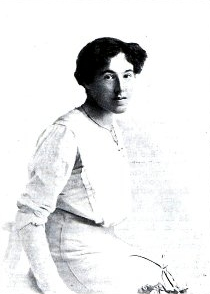
Lavinia Clara Radeglia

Lavinia Clara Radeglia (* 13. Mai 1879 in Kensington; † 11. November 1947 in Budleigh Salterton) war eine englische Badminton- und Tennisspielerin.

## Karriere
Lavinia Clara Radeglia gehörte zu den bedeutendsten Badmintonspielerinnen des zweiten Jahrzehnts des 20. Jahrhunderts.
Sie gewann mehrfach die All England, die French Open, die Irish Open und die Scottish Open.

## Erfolge
| Saison | Veranstaltung                              | Disziplin   | Platz | Name                                          |
| ------ | ------------------------------------------ | ----------- | ----- | --------------------------------------------- |
| 1908   | French Open                                | Damendoppel | 1     | Margaret Larminie / Lavinia Clara Radeglia    |
| 1909   | All England                                | Dameneinzel | 2     | Lavinia Clara Radeglia                        |
| 1909   | French Open                                | Dameneinzel | 1     | Lavinia Clara Radeglia                        |
| 1910   | French Open                                | Dameneinzel | 1     | Lavinia Clara Radeglia                        |
| 1910   | French Open                                | Damendoppel | 1     | Lavinia Clara Radeglia / Mary K. Bateman      |
| 1911   | Irish Open                                 | Damendoppel | 1     | Lavinia Clara Radeglia / Margaret Larminie    |
| 1911   | All England                                | Damendoppel | 2     | Margaret Larminie / Lavinia Clara Radeglia    |
| 1911   | French Open                                | Dameneinzel | 1     | Lavinia Clara Radeglia                        |
| 1911   | French Open                                | Mixed       | 1     | Guy Sautter / Lavinia Clara Radeglia          |
| 1911   | French Open                                | Damendoppel | 1     | Lavinia Clara Radeglia / Mary K. Bateman      |
| 1912   | Irish Open                                 | Damendoppel | 1     | Lavinia Clara Radeglia / Margaret Tragett     |
| 1912   | All England                                | Mixed       | 2     | Percy Douglas Fitton / Lavinia Clara Radeglia |
| 1912   | French Open                                | Dameneinzel | 1     | Lavinia Clara Radeglia                        |
| 1912   | French Open                                | Mixed       | 1     | George Alan Thomas / Lavinia Clara Radeglia   |
| 1912   | French Open                                | Damendoppel | 1     | Lavinia Clara Radeglia / Cécile Ropert        |
| 1913   | All England                                | Dameneinzel | 1     | Lavinia Clara Radeglia                        |
| 1913   | Schottland: Internationale Meisterschaften | Dameneinzel | 1     | Lavinia Clara Radeglia                        |
| 1913   | Schottland: Internationale Meisterschaften | Mixed       | 1     | George Alan Thomas / Lavinia Clara Radeglia   |
| 1913   | Schottland: Internationale Meisterschaften | Damendoppel | 1     | Lavinia Clara Radeglia / Gill                 |
| 1913   | French Open                                | Mixed       | 1     | George Alan Thomas / Lavinia Clara Radeglia   |
| 1913   | French Open                                | Dameneinzel | 1     | Lavinia Clara Radeglia                        |
| 1913   | French Open                                | Damendoppel | 1     | Lavinia Clara Radeglia / Mary K. Bateman      |
| 1914   | Scottish Open                              | Dameneinzel | 1     | Lavinia Clara Radeglia                        |
| 1914   | All England                                | Dameneinzel | 1     | Lavinia Clara Radeglia                        |
| 1914   | Irish Open                                 | Damendoppel | 1     | Lavinia Clara Radeglia / C. Pearson           |
| 1914   | Scottish Open                              | Damendoppel | 1     | Lavinia Clara Radeglia / K. M. Cochrane       |
| 1914   | Scottish Open                              | Mixed       | 1     | George Alan Thomas / Lavinia Clara Radeglia   |
| 1920   | All England                                | Damendoppel | 1     | Lavinia Clara Radeglia / Violet Elton         |
| 1920   | Irish Open                                 | Damendoppel | 1     | Hazel Hogarth / Lavinia Clara Radeglia        |
| 1921   | Scottish Open                              | Dameneinzel | 1     | Lavinia Clara Radeglia                        |
| 1921   | Scottish Open                              | Mixed       | 1     | George Alan Thomas / Lavinia Clara Radeglia   |
| 1921   | All England                                | Damendoppel | 2     | Lavinia Clara Radeglia / Violet Elton         |
| 1922   | Scottish Open                              | Mixed       | 1     | George Alan Thomas / Lavinia Clara Radeglia   |
| 1923   | All England                                | Dameneinzel | 1     | Lavinia Clara Radeglia                        |